# La Internacional
La Internacional (L'Internationale en francés) es la canción más señera del Movimiento obrero. Se la considera el himno oficial de los trabajadores del mundo entero por la mayoría de los partidos socialistas y comunistas, así como de algunas organizaciones anarquistas. La letra original, en francés, es de Eugène Pottier, y fue escrita en 1871 dentro de su obra Cantos Revolucionarios. En 1888  Pierre Degeyter la musicalizó por encargo Gustave Delory, dirigente del Partido Obrero Francés en la ciudad de  Lille (Francia) para el repertorio de la coral del partido la Lira de los Trabajadores (La Lyre des Travailleurs).
Fue interpretada por primera vez por la Lira de los Trabajadores en la taberna La Liberté de la rue de la Vignette de Lille. En 1889 fue adoptada como himno de la  Segunda Internacional (ahora Internacional Socialista) y el himno de la URSS desde su creación en 1922 hasta 1944.

## Historia
El 15 de junio de 1888 Gustave Delory, uno de los organizadores de la coral  Lira de los Trabajadores (La Lyre des Travailleurs) perteneciente al Partido Obrero Francés y quien sería alcalde de Lille (ciudad del norte de Francia de la región Hauts-de-France) y que estaba interesado en que la coral ampliara su repertorio de canciones socialistas y obreras, se sintió atraído por el poema titulado La Internacional publicado en el libro de Eugène Pottier Cantos Revolucionarios y encargó a Pierre Degeyter, miembro del partido, que  tenía una buena reputación de compositor, su musicalización, indicándole que hiciera algo de ritmo vivo y arrebatador. 
Pierre Degeyter trabajaba en ese tiempo como montador en los talleres de Fives-Lille, y, con la única ayuda de un armonio, musicalizó el poema de La Internacional en tres días. Después de comentarla con los compañeros de trabajo y de hacer pequeñas modificaciones, la entregó a La Lyre des Travailleurs para su estreno que fue realizado el 23 de julio de 1888  por  Lira de los Trabajadores en la taberna La Liberté de la rue de la Vignette de Lille en el popular barrio de  Saint-Sauveur por motivo de una reunión de la Junta Sindical de vendedores de periódicos. Su  partitura se publicó en 1889 de la que se procedió a imprimir los 6000 ejemplares de la primera y clandestina edición. Fue un éxito total, primero en Lille y luego en toda Francia. 
El 8 de diciembre de 1896 La Internacional fue adoptada como himno oficial de los revolucionarios. El 8 de diciembre de 1899, la adoptaron todas las organizaciones socialistas francesas al finalizar el Primer Congreso general en París.
En 1892, la Segunda Internacional la popularizó y adoptó como himno. En el Congreso Internacional de Copenhague el 3 de noviembre de 1910, se convirtió en el himno de todos los trabajadores del mundo. En 1919 Lenin la oficializó en la Tercera Internacional y se convirtió en el  himno nacional de la Unión Soviética hasta que el 15 de marzo de 1944 fue sustituida por el compuesto con música de Aleksandr Aleksándrov y letra de Serguéi Mijalkov en colaboración con Gabriel El-Reguistán. Según Maurice Thorez en 1928, en el VI Congreso de la Internacional Comunista celebrado en Moscú, el propio Pierre Degeyter dirigió personalmente, con lágrimas en los ojos, el coro que interpretó la canción.
En 1904 después de haber sido utilizado para el Congreso de Ámsterdam en la IIª Internacional, se convirtió en el himno de los trabajadores que quieren cambios radicales en el mundo. Es el himno de la mayoría de organizaciones anarquistas, marxistas, comunistas o socialistas.
Su letra ha sido traducida a casi todos los idiomas del mundo y se ha interpretado en casi todas las lenguas. Su presencia es importante en países con sistema socialista, como Cuba y Corea del Norte. Se han realizado diferentes versiones de la letra en varias lenguas e incluso en una misma lengua.
En 1900 el anarquista italiano Sante Ferrini en la prisión de Narni (Italia) escuchó la pieza por primera vez; describe el hecho de esta forma  

El que la cantó, un preso de Bielle, había aprendido el himno de Pottier en París [...] Es así escuchando a este prisionero que, en este castillo del hambre, del que no hay que dejar sólo muertos o, peor aún, esos esqueletos vivientes, por la primera vez que los presos políticos escucharon a La Internacional.

El 23 de noviembre de 1922, el Tribunal del Sena proclamó a Pierre Degeyter autor de la música de La Internacional tras un pleito mantenido entre los hermanos Adolphe y Pierre Degeyter. Anteriormente se había sentencia a favor de Adolphe Degeyter, que en una carta a su hermano fechada el 26 de abril de 1915 reconocía que él no era el autor.[cita requerida]
El canto de La Internacional ha estado y está prohibido en diversos países de todo el mundo por considerarlo "anti-sistema" o "anti-social" y subversivo. Se considera ilegal  por su relación con organizaciones  comunista y anarquista y las ideas revolucionarias que defienden.

## La letra
En junio de 1871 Eugène Pottier, que era conocido como cantante, poeta y goguettier (la gogueta es una tradición francesa de canto popular (en francés goguette) en la que se utiliza la música de una canción conocida con una letra diferente) en medio 
de la represión desatada contra la Comuna de París, él fue alcalde del 2.º distrito de París,  escribió el poema que incluyó en su obra Cantos revolucionarios. El poema estaba dedicado a la gloria de Asociación Internacional de Trabajadores (AIT), el primer sindicato supranacional de varios grupos políticamente divergentes del movimiento obrero, que se había iniciado por Karl Marx en 1864 . Debido al conflicto fundamental con los comunistas (liderados por Karl Marx), los anarquistas (liderados por Mijail Bakunin) fueron excluidos de esta organización, más tarde conocida como la Primera Internacional, disuelta en 1876.
El historiador Robert Brécy opina que: 

Pottier sin duda, como la mayoría de los poetas chansonniers, había escrito sus palabras con un sello en mente probablemente  La Marsellesa , que tiene el mismo corte, pero no lo especificó.

En 1883 Pottier presentó el poema al concurso de "Goguette de la Lice chansonnière" donde ganó la medalla de plata. En ese concurso coincide con el cantante Gustave Nadaud, a quien había conocido anteriormente en 1848, con el que establece y una buena relación,  Nadaud admiraba su talento poético aunque no compartía su ideario político, publica en 1884 un poemario con cerca de 50 poemas de Pottier. Este hecho daría pie a que en 1887 se publicara el poemario, donde se incluyó La internacional,  "Canciones revolucionarias" con un prefacio de Henri Rochefort.
La Internacional está dedicado al maestro anarquista Gustave Lefrançais.

## Traducciones
La Internacional tiene versiones en multitud de idiomas, muchas de ellas son traducciones de la letra original en francés, otras adaptaciones. En 2002, Kuznar señala que la naturaleza de estas traducciones ha variado mucho. Muchas han sido traducciones muy literales con variaciones únicamente para tener en cuenta la rima y la métrica, pero otras se han hecho para codificar diferentes perspectivas ideológicas y o para actualizar los contenidos para adaptar la letra a cuestiones más contemporáneas.
En el caso de versión de los anarquistas españoles de la CNT, se ha realizado una adaptación.
Existen notables variaciones de contenido entre las diferentes traducciones del himno, y algunos idiomas, como el español o el inglés, cuentan con dos o más versiones distintas. También hay variaciones en cuanto a la extensión. Todo ello debido a las diferencias ideológicas de los distintos sectores del movimiento obrero.
La primera versión inglesa se ha atribuido al propio autor Eugène Pottier, realizada al parecer tras huir de la caída de la Comuna de París en junio de 1871 para exiliarse temporalmente en Gran Bretaña (hasta 1873, cuando pasó a Estados Unidos). La primera traducción estadounidense corrió a cargo de Charles Hope Kerr, que la escuchó en el marco de De Geyter en Lille en 1894 y la publicó como panfleto ese año: más tarde se reprodujo en Songs of the IWW, publicada por primera vez en 1909 y que la editorial de Kerr ha reimpreso hasta el siglo XXI. La primera de las muchas versiones italianas firmadas por E. Bergeret, identificado como Ettore Marroni, en 1901. La poetisa comunista holandesa Henriette Roland Holst la tradujo al neerlandés, con «Ontwaakt, verworpenen der aarde» ('Despertad, todos los desechados') más o menos al mismo tiempo. Cuando se celebró el 1910 Congreso Socialista Internacional en Copenhague, habían aparecido versiones en 18 idiomas diferentes, incluida una danesa de A. C. Meyer, que fue cantada al final de una cantata por 500 cantantes.
La Internacional expresa la necesidad de lucha de la clase obrera para terminar con la opresión independientemente de raza o nacionalidad. En palabras de Vladimir Lenin:

Sea cual fuere el país en que recale un obrero consciente, fuese cual fuere el lugar al que lo empuje el destino, sea cual fuere su sentimiento de ser un extranjero, privado de idioma y de amigos, lejos de su patria, puede encontrar camaradas y amigos gracias a la canción familiar de La Internacional.

- Retazos en 64 lenguas de La Internacional

## Letra de «La Internacional»
| Original en francés | Versión de España |
| --- | --- |
| Debout ! les damnés de la terre ! Debout ! les forçats de la faim ! La raison tonne en son cratère : C’est l’éruption de la fin. Du passé faisons table rase, Foule esclave, debout ! debout ! Le monde va changer de base : Nous ne sommes rien, soyons tout ! Estribillo: (2 veces seguidas pero con melodía diferente) C’est la lutte finale : Groupons-nous, et demain, L’Internationale Sera le genre humain. Il n’est pas de sauveurs suprêmes : Ni Dieu, ni César, ni tribun, Producteurs, sauvons-nous nous-mêmes ! Décrétons le salut commun ! Pour que le voleur rende gorge, Pour tirer l’esprit du cachot, Soufflons nous-mêmes notre forge, Battons le fer quand il est chaud ! Estribillo L’État comprime et la loi triche ; L’Impôt saigne le malheureux ; Nul devoir ne s’impose au riche ; Le droit du pauvre est un mot creux. C’est assez languir en tutelle, L’Égalité veut d’autres lois; « Pas de droits sans devoirs, dit-elle « Égaux, pas de devoirs sans droits ! » Estribillo Hideux dans leur apothéose, Les rois de la mine et du rail Ont-ils jamais fait autre chose Que dévaliser le travail ? Dans les coffres-forts de la bande Ce qu’il a créé s’est fondu En décrétant qu’on le lui rende Le peuple ne veut que son dû. Estribillo Les Rois nous soûlaient de fumées, Paix entre nous, guerre aux tyrans ! Appliquons la grève aux armées, Crosse en l’air, et rompons les rangs ! S’ils s’obstinent, ces cannibales, À faire de nous des héros, Ils sauront bientôt que nos balles Sont pour nos propres généraux. Estribillo Ouvriers, paysans, nous sommes Le grand parti des travailleurs ; La terre n’appartient qu’aux hommes, L’oisif ira loger ailleurs. Combien de nos chairs se repaissent! Mais, si les corbeaux, les vautours, Un de ces matins, disparaissent, Le soleil brillera toujours ! Estribillo | ¡Arriba parias de la Tierra! ¡En pie famélica legión! Atruena la razón en marcha: es el fin de la opresión. Del pasado hay que hacer añicos. ¡Legión esclava en pie a vencer! El mundo va a cambiar de base. Los nada de hoy todo han de ser. Estribillo: (dos veces seguidas pero con melodía diferente) Agrupémonos todos en la lucha final. El género humano es la internacional. Ni en dioses, reyes ni tribunos, está el supremo salvador. Nosotros mismos realicemos el esfuerzo redentor. Para hacer que el tirano caiga y el mundo esclavo liberar soplemos la potente fragua que el hombre libre ha de forjar. Estribillo La ley nos burla y el Estado oprime y sangra al productor; nos da derechos irrisorios, no hay deberes del señor. Basta ya de tutela odiosa, que la igualdad ley ha de ser: "No más deberes sin derechos, ningún derecho sin deber". Estribillo |

### Letra original y versiones
Versión original:
- Versión original francesa

Traducciones:
- Versión que se usó hasta la Segunda República, actualmente mantenida por el Partido Comunista de España
- Versión latinoamericana y del socialismo español
- Versión anarquista

La banda chilena Quilapayún también ha interpretado la canción, apareciendo en 1971 en el lado A de un sencillo titulado La internacional / La segunda declaración de La Habana, y luego al año siguiente en el lado B de otro titulado Himno de la JJCC / La internacional, ambos lanzados bajo el sello DICAP.

### Derechos de autor
La letra de La Internacional, escrita por Eugène Pottier que murió en 1887, está libre de derechos de autor en todo el mundo. 
La música de la pieza, compuesta por Pierre Degeyter, quien falleció en 1932, es de dominio público en Francia desde el 30 de septiembre de 2017 debido al plazo legal de 70 años tras la muerte del autor y 14 años adicionales y 272 días por prórrogas de guerra. En otros países de la Unión Europea y en los Estados Unidos, la obra ya estaba en el dominio público.
Hay casos donde se han exigido el pago de derechos de autor por la música de La Internacional, por ejemplo en 2005 en la película de Pierre Merejkowsky Insurrección resurrección, producida por Les Films Sauvages, donde se silba la pieza durante 7 segundos se cobraron 1000€ por derechos de autor